# Liudolf Lotrinský
Liudolf Lotrinský (asi 1000 – 10. duben 1031) byl hrabětem ze Zutphenu a Waldenburgu.
Narodil se kolem roku 1000 v Sasku jako nejstarší syn falckého a lotrinského hraběte Ezza a jeho manželky Matyldy Saské, dcery císaře Oty II. a Theofano. Kromě toho, že byl Liudolf hrabětem, byl také vojenským velitelem armády kolínského arcibiskupa a rychtářem opatství Brauweiler, Münster a Borghorst.
Zemřel 10. dubna 1031 a byl pohřben se svými rodiči v opatství Brauweiler.
Liudolf se oženil s Matyldou ze Zutphenu, se kterou měl několik dětí:
- Jindřich
- Konrád
- Adéla